# آدم كولمان
آدم كولمان (بالإنجليزية: Adam Coleman)‏ هو لاعب اتحاد الرغبي أسترالي، ولد في 7 أكتوبر 1991 في هوبارت في أستراليا.

## وصلات خارجية
- آدم كولمان على موقع دوري الرغبي الممتاز (الإنجليزية)
- آدم كولمان عل موقع إسبنسكروم (الإنجليزية)
- آدم كولمان على موقع ItsRugby.co.uk (الإنجليزية)